# Townscaper
Townscaper è un videogioco indipendente gestionale sviluppato da Oskar Stålberg in cui il giocatore può costruire delle città low poly piazzando o rimuovendo blocchi colorati, tramite un'interfaccia utente semplice e minimalista.
È stato pubblicato in accesso anticipato per PC sulla piattaforma Steam il 30 giugno 2020. Il 2 agosto 2020 viene rilasciata la versione per Mac. Il 26 agosto 2021 esce ufficialmente dalla fase di accesso anticipato e diventa disponibile anche un port per Nintendo Switch. Nell'ottobre dello stesso anno viene resa disponibile la versione mobile e, successivamente a dicembre, anche le versioni Xbox One, Xbox Series X/S e browser (come demo).

## Modalità di gioco
Townscaper non ha obiettivi in sè ed è stato descritto dallo stesso sviluppatore come "più un giocattolo che un videogioco". Gli utenti costruiscono una città insulare posizionando e rimuovendo blocchi colorati in mare. Varie "regole" dettano l'aspetto di questi blocchi, con alcuni che appaiono come guglie e altri come balconi, consentendo di creare archi, giardini e scalinate senza esplicite istruzioni. Il gioco utilizza una griglia distorta permettendo la creazione di strutture più organiche rispetto a giochi simili basati su griglie regolari.

## Sviluppo
Townscaper è stato sviluppato dallo sviluppatore svedese Oskar Stålberg, che ha lavorato precedentemente a Bad North. Stålberg ha tenuto un discorso all'evento IndieCade Europe 2019 durante lo sviluppo, mostrando alcune delle caratteristiche del gioco, tra cui la generazione del terreno e la progettazione procedurale degli edifici.

## Accoglienza
Secondo l'aggregatore Metacritic, l'edizione per PC ha ricevuto un punteggio critico dell'86%, con recensioni quindi generalmente favorevoli. L'edizione per Nintendo Switch ha ricevuto un punteggio del 63%, con un'accoglienza mista o media.
Natalie Clayton di PC Gamer scrive: "Townscaper potrebbe non avere la complessità di Cities: Skylines, ma le sue pittoresche cittadine disseminate di strade acciottolate e vecchie chiese, cantieri navali e fari sembrano immediatamente più familiari delle sterili metropoli in stile americano di "veri" city-builder."
Nicola Armondi di Multiplayer.it scrive: "Townscaper è un prodotto che trae la propria forza dai limiti autoimposti. Va approcciato come uno strumento di relax, non come un gioco da dominare. Se si entra nella giusta mentalità, si ha tra le mani un piccolo ma piacevole city builder."
Tilly Lawton di Pocket Tactics scrive: "Townscaper offre uno splendido stile artistico, un sound design sereno e un concetto semplice che ti metterà sicuramente a tuo agio".